# ゲルハルト・バウマン

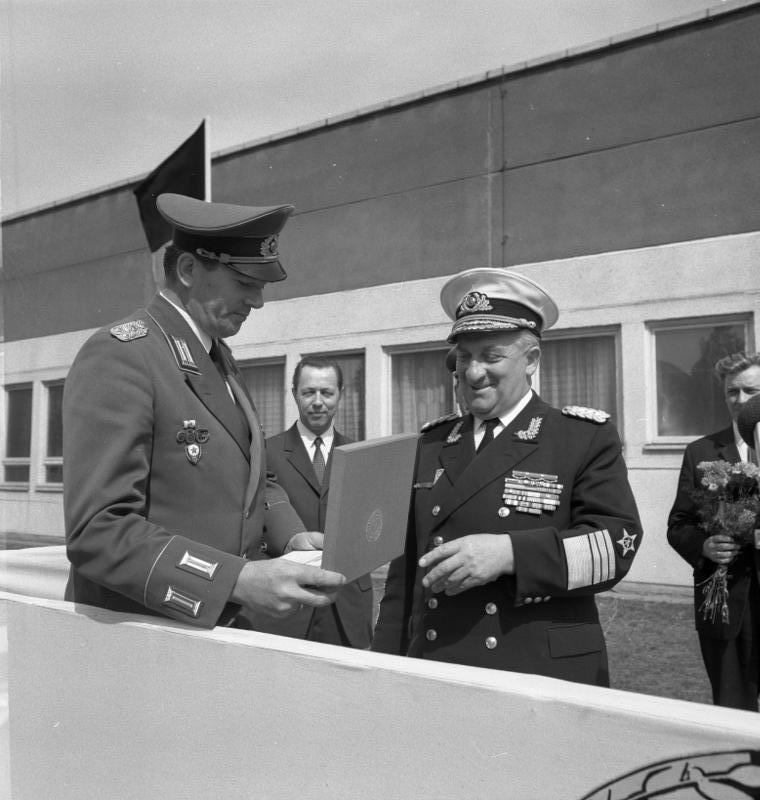
国家人民軍中央音楽隊20周年を記念し、ヴァルデマール・フェルナー提督から人民・祖国奉仕戦闘勲章を授与されるバウマン（1971年）

ゲルハルト・バウマン（Gerhard Baumann, 1921年9月3日 - 2006年11月7日）は、ドイツ出身の軍楽家。ドイツ民主共和国（東ドイツ）において、国家人民軍中央音楽隊（Zentrale Orchester der Nationalen Volksarmee）の主任指揮者を24年間務めた。

## 経歴
1921年、メクレンブルクのクラインロアーンにて生を受ける。
1936年から1940年にかけて、マルヒョウの音楽学校に通う。1940年に徴兵され、1945年まで空軍の軍楽隊員として勤務。
アメリカの捕虜収容所から開放された後に帰郷し、1947年にはドイツ人民警察に採用される。1948年初めにアルブレヒト・シュテルン（Albrecht Stern）がメクレンブルク・フォアポンメルン州警察音楽隊（Polizeiorchesters der Landespolizei Mecklenburg-Vorpommern）を創設すると、バウマンは音楽家・編曲者としてこれに加わり、作曲および指揮について学んだ。1953年、シュヴェリーン警察音楽隊（Polizeiorchesters Schwerin）の主任指揮者に選ばれる。1954年からはライプツィヒ放送吹奏楽団を率いる。
友人（後に代理人も務めた）であるエルンスト・レンバッハ（Ernst Rembach）の仲介を受け、1959年8月から国家人民軍中央音楽隊に参加。主任指揮者に選ばれたバウマンは、編曲者、作曲者、指揮者、音楽教育者として重要な役割を果たす。ハンス・フェリックス・ウサデルの影響を受けたバウマンは、吹奏楽のための交響曲を重要視していた。バウマンに師事したクラウス＝ペーター・ブルッフマン、ゲルハルト・ティッテル、ハインツ・ヴィッツエンドルフらは、特に編曲・作曲についてバウマンを評価した。
1969年3月1日、国家人民軍創設13周年を記念し、大佐に昇進する。1973年10月4日、文化大臣ハンス＝ヨアヒム・ホフマンは、バウマンを音楽総監督に任命した。1981年、国家人民軍大帰営譜を考案する。1983年11月18日、バウマンは退役し、国家人民軍政治局長補エルンスト・ハンプ中将（Ernst Hampf）は、後任にハインツ・ヘッカー（Heinz Häcker）を任命した.。ヘッカーもまた、ライプツィヒ放送吹奏楽団の指揮者を務めた経験があった。1989年の政変の後、バウマンは作曲家・編曲家として活動した。
2006年11月、ベルリンにて病没。

## 受賞歴
- 1971年：テオドール・ケルナー賞（ドイツ語版）
- 1977年：三級ドイツ民主共和国国家功労賞（ドイツ語版）（芸術・文学）

## 主な作品

### ウインド・オーケストラ
- Berliner Melodien
- Berliner Schwung
- Berlin-Medley
- Berlin – Stadt des Friedens (Festfanfare)
- Defiliermarsch
- John-Philip-Marsch
- Im Regiment nebenan (Marsch)
- Klänge der Freundschaft (Potpourri der Lieder und Tänzer der Staaten des Warschauer Vertrages)
- Marcia historica (Potpourri)
- Marsch zum Großen Wachaufzug bzw. Der Bodensteiner
- Mecklenburger Land (Marsch)
- Mecklenburgisches Capriccio
- Oberbrambacher Marsch
- Paradefanfare
- Parade der Freundschaft (Marsch)
- Salut den vier Toren (Konzertmarsch)
- Waterkant-Medley